# Comte de Winchester

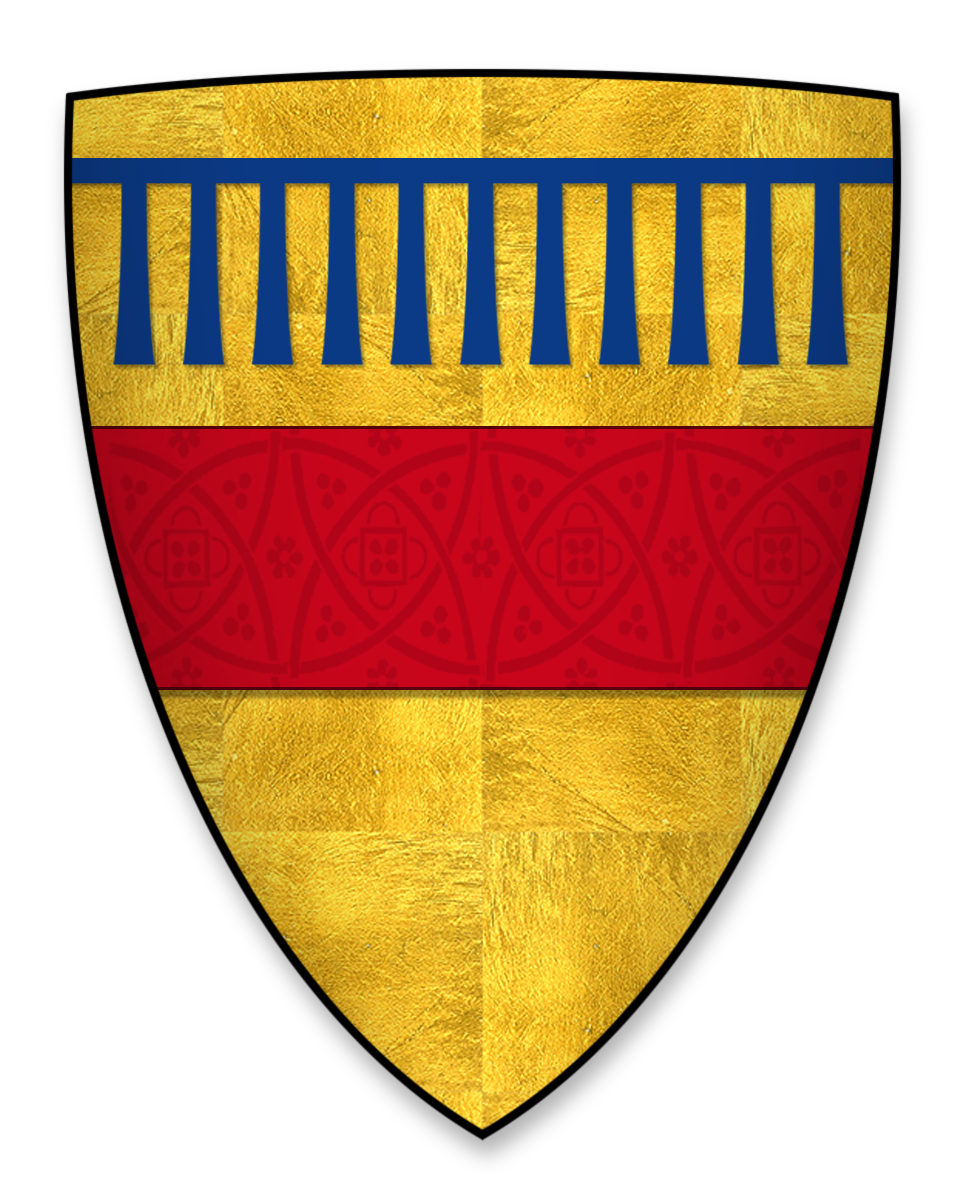
Le blason du comte Saer de Quincy.

Le titre de comte de Winchester (Earl of Winchester en anglais) a été créé à trois reprises dans la pairie d'Angleterre.

## Première création (1207)
La première création a lieu en 1207 en faveur de Saer de Quincy, après la division du vaste comté de Leicester dont sa femme Marguerite était cohéritière. Le titre s'éteint lorsque son fils Roger meurt en ne laissant que des filles.
- 1207-1219 : Saer de Quincy
- 1219-1265 : Roger de Quincy (en), fils du précédent

## Deuxième création (1322)
La deuxième création a lieu en 1322 en faveur du baron Hugues le Despenser. Le titre s'éteint après son exécution, en octobre 1326.
- 1322-1326 : Hugues le Despenser

## Troisième création (1472)
La troisième création a lieu en 1472 en faveur de Louis de Bruges, un noble flamand ayant accueilli le roi Édouard IV durant son exil en 1470-1471. Son fils Jean renonce au titre en 1500.[pas clair]
- 1472-1492 : Louis de Bruges (1427-1492)
- 1492-1500 : Jean V de Bruges (1458 - 1512) gouverneur de la Picardie, fut radié de ce titre en 1500[pas clair][1] par décision du roi d'Angleterre Henri VII
- (1458-1512), fils du précédent